# علي القطان (ممثل)
علي القطان ممثل كويتي ولد عام 1940 بمدينة الكويت، كانت بدايته الفنية من خلال المشاركة بتأسيس فرقة عائلة بوجسوم في الستينيات من القرن الماضي، لتكون أول أعماله مسلسل عايلة بوجسوم عام 1962 لتتوالى بعدها أعماله والتي من أبرزها مسلسل درب الزلق عام 1977 والذي إشتهر من خلال أدائه لدور المحامي به وافته المنية في مستشفي لندن بريدج بتاريخ 1 يونيو 2015.

## أعماله
| السنة | عنوان العمل             | نوع العمل | الدور                |
| ----- | ----------------------- | --------- | -------------------- |
| 1990  | إللي ماله أول ماله تالي | مسلسل     |                      |
| 1989  | أوبريت بعد العسل        | تمثيلية   |                      |
| 1977  | درب الزلق               | مسلسل     | المحامي حديب بن ديرة |
| 1967  | محكمة الفريج            | مسلسل     |                      |
| 1962  | عايلة بو جسوم           | مسلسل     | جسوم                 |